# NK HAŠK Záhřeb
NK HAŠK Záhřeb (chorvatsky Nogometni Klub Hrvatski Akademski Športski Klub Zagreb) je chorvatský fotbalový klub z města Záhřeb, který byl založen v roce 1903. V roce 1945 zanikl a znovu byl obnoven v roce 1993. V r. 2006 byl sloučen s klubem NK Naftaš Ivanić.
Domácím hřištěm je stadion na Peščenici. Klubové barvy jsou červená, bílá a žlutá.